# فلاديمير بيلكين
فلاديمير ميخايلوفيتش بيلكين (و.1923-ت.2000)مُستشرق روسي، أبدى اهتماما كبيرا بدراسة المفردات والاشتقاق في اللغة العربية المعاصرة وكذلك بتأريخ اللغة العربية. ويعود اليه الفضل في ادخال هذه المادة في المقرر الدراسي لطلاب قسم اللغة العربية بمعهد اللغات الشرقية (معهد بلدان آسيا وأفريقيا حاليا) بجامعة موسكو. كما عمل في إصدار المعجم الروسي – العربي الموجز وتولى مراجعة المعجم الكبير الذي اعده المستعرب فلاديمير بوريسوف.

## السيرة الذاتية
ولد فلاديمير بيلكين في 11 ابريل/نيسان عام 1923 في قرية اريفينو بمقاطعة فلاديمير وانهى تعليمه الابتدائي هناك. ولكن حياته كلها ارتبطت بموسكو حيث انهى التعليم الثانوي هناك في عام 1941. ثم درس لفترة قصيرة في معهد الهندسة والبناء بموسكو وشارك في بناء التحصينات بضواحي موسكو خلال الحرب. والتحق بالجيش الأحمر كجندي وعريف في فرقة المشاة الرابعة وشارك في المعارك على جبهة بريانسك والجبهة البيلوروسية الأولى، وجرح مرتين.
في عام1946 التحق بيلكين بمعهد الاستشراق في موسكو حيث درس «بكل غبطة» حسب قوله وكان بين اساتذته مستعربون كبار مثل كلثوم عودة – فاسيليفا وخارلامبي بارانوف واستاذ اللغات السامية مايزل واستاذ التأريخ يفغيني بيليايف. وبعد تخرجه من معهد الاستشراق في عام 1951 عمل في جامعة موسكو في البداية في القسم الشرقي بكلية الادب وبكلية التأريخ ومن ثم انتقل للعمل في معهد اللغات الشرقية كمدرس ومن ثم مساعد أستاذ واستاذ (بروفيسور) في قسم اللغة العربية وآدابها. ويذكر بيلكين لاحقا بأمتنان عمله تحت اشراف المستعرب غرانده مدير القسم آنذاك مما ساعده على تعميق وتوسيع معارفه في اللغة العربية الكلاسيكية وعلم اللغات السامية المقارن. كما ان زياراته المتعددة إلى البلدان العربية قد ساعدته في تفهم الوضع اللغوي الصعب فيها.
ولدى عمله في قسم اللغة العربية بالجامعة كان يسعى إلى تطوير مؤهلاته في مجال التربية وتعليم اللغة. وكتب عدة مواد دراسية من اجل الطلاب منها مقرر تعليم اللغة العربية بسرعة وكتابان حول مفردات اللغة العربية الحديثة وتأريخ اللغة العربية. كما شارك بيلكين في تأليف العدد من المقررات النظرية الأساسية في اللغة العربية.
والمعتقد ان فلاديمير بيلكين هو أحد مؤسسي اتجاه الاستعراب اللغوي في روسيا، وقد اسهم برصيد ملموس في تطويره. وكانت اهتماماته النظرية والعلمية الرئيسية تنصب في مجال دراسة المفردات واعداد المعاجم. وفي عام 1956 ناقش اطروحة دكتوراة فلسفة في اللغة بعنوان «انماط التفعيلات في اللغة العربية الادبية المعاصرة». وفي عام 1980 ناقش اطروحة دكتوراه في العلوم بعنوان«تشكيل المفردات في اللغة العربية المعاصرة». ويعرف على نطاق واسع في اوساط المستعربين كتابه «علم مفردات اللغة العربية». وقد نشر الكثير من البحوث اللغوية والدراسات حول الادب المقارن.